# Poulaines
Poulaines és un municipi francès, situat al departament de l'Indre i a la regió de Centre – Vall del Loira. L'any 2007 tenia 877 habitants.

## Demografia

### Població
El 2007 la població de fet de Poulaines era de 877 persones. Hi havia 416 famílies, de les quals 132 eren unipersonals (52 homes vivint sols i 80 dones vivint soles), 188 parelles sense fills, 80 parelles amb fills i 16 famílies monoparentals amb fills.
La població ha evolucionat segons el següent gràfic:
Habitants censats

### Habitatges
El 2007 hi havia 610 habitatges, 424 eren l'habitatge principal de la família, 113 eren segones residències i 73 estaven desocupats. 564 eren cases i 42 eren apartaments. Dels 424 habitatges principals, 329 estaven ocupats pels seus propietaris, 83 estaven llogats i ocupats pels llogaters i 12 estaven cedits a títol gratuït; 8 tenien una cambra, 31 en tenien dues, 78 en tenien tres, 122 en tenien quatre i 185 en tenien cinc o més. 313 habitatges disposaven pel capbaix d'una plaça de pàrquing. A 186 habitatges hi havia un automòbil i a 178 n'hi havia dos o més.

### Piràmide de població
La piràmide de població per edats i sexe el 2009 era:
| Homes | Edats   | Dones |
| ----- | ------- | ----- |
| 0     | 95 o +  | 4     |
| 4     | 90 a 94 | 0     |
| 8     | 85 a 89 | 28    |
| 16    | 80 a 84 | 16    |
| 28    | 75 a 79 | 20    |
| 20    | 70 a 74 | 48    |
| 32    | 65 a 69 | 24    |
| 44    | 60 a 64 | 40    |
| 20    | 55 a 59 | 36    |
| 28    | 50 a 54 | 32    |
| 36    | 45 a 49 | 24    |
| 24    | 40 a 44 | 24    |
| 20    | 35 a 39 | 28    |
| 28    | 30 a 34 | 20    |
| 20    | 25 a 29 | 20    |
| 16    | 20 a 24 | 12    |
| 20    | 15 a 19 | 16    |
| 20    | 10 a 14 | 16    |
| 12    | 5 a 9   | 20    |
| 16    | 0 a 4   | 12    |

## Economia
El 2007 la població en edat de treballar era de 495 persones, 344 eren actives i 151 eren inactives. De les 344 persones actives 312 estaven ocupades (162 homes i 150 dones) i 32 estaven aturades (13 homes i 19 dones). De les 151 persones inactives 84 estaven jubilades, 27 estaven estudiant i 40 estaven classificades com a «altres inactius».

### Ingressos
El 2009 a Poulaines hi havia 425 unitats fiscals que integraven 909 persones, la mediana anual d'ingressos fiscals per persona era de 15.929 €.

### Activitats econòmiques
Dels 46 establiments que hi havia el 2007, 2 eren d'empreses alimentàries, 2 d'empreses de fabricació d'altres productes industrials, 8 d'empreses de construcció, 16 d'empreses de comerç i reparació d'automòbils, 2 d'empreses de transport, 2 d'empreses d'hostatgeria i restauració, 1 d'una empresa financera, 5 d'empreses de serveis, 5 d'entitats de l'administració pública i 3 d'empreses classificades com a «altres activitats de serveis».
Dels 11 establiments de servei als particulars que hi havia el 2009, 1 era una oficina de correu, 1 taller de reparació d'automòbils i de material agrícola, 1 paleta, 1 guixaire pintor, 3 lampisteries, 1 electricista, 2 empreses de construcció i 1 perruqueria.
Dels 9 establiments comercials que hi havia el 2009, 1 era una botiga de més de 120 m², 2 fleques, 2 carnisseries, 2 botigues de roba, 1 una sabateria i 1 una joieria.
L'any 2000 a Poulaines hi havia 54 explotacions agrícoles que ocupaven un total de 3.589 hectàrees.

## Equipaments sanitaris i escolars
El 2009 hi havia 1 farmàcia i 1 ambulància.
El 2009 hi havia una escola elemental.

## Poblacions properes
El següent diagrama mostra les poblacions més properes.